# Miguel Sousa Tavares
Miguel Andresen de Sousa Tavares (* 25. Juni 1952 in Porto) ist ein portugiesischer Schriftsteller und Journalist.

## Werdegang
Miguel Sousa Tavares ist der Sohn der Dichterin Sophia de Mello Breyner Andresen und des Juristen und Politikers Francisco Sousa Tavares. Er studierte selbst Jura und verfolgte dann eine Karriere als Journalist und Essayist. 2003 debütierte er mit „Am Äquator“ als Romanautor. Das Buch, in dessen Mittelpunkt der portugiesische Gouverneur von São Tomé und Príncipe steht, war ein Bestseller und verkaufte sich über 220.000 Mal.
Im Público hatte Sousa Tavares eine wöchentliche Kolumne mit einem politischen Kommentar, die er mittlerweile für die Wochenzeitung Expresso fortführt. Außerdem verfasst er Beiträge für die Sportzeitung A Bola. Er ist bekannt für seine Fußballleidenschaft und seine Unterstützung des Vereins FC Porto.

## Werke (Auswahl)
- Am Äquator. Roman. Aus dem Portugiesischen von Marianne Gareis. München: Bertelsmann 2005. (Orig.: Equador. Lissabon: Oficina do Livro 2003.)
- O Segredo do Rio. Lissabon: Oficina do Livro 2004.
- Rio das Flores. Lissabon: Oficina do Livro 2007.
- No Teu Deserto. Lissabon: Oficina do Livro 2009.